# William Smith (nadador)
William Melvin "Bill" Smith, Jr. (Puʻunene, 16 de maio de 1924) é um ex-nadador norte-americano, ganhador de duas medalhas de ouro nos Jogos Olímpicos de Londres em 1948.
Aprendeu a nadar numa vala de irrigação de uma plantação de açúcar no Havaí. Entre 1943 e 1949 ele venceu sete títulos da NCAA e foi um membro da equipe de revezamento vencedora em 1947. Smith ganhou um total de 15 campeonatos da AAU e seu melhor ano foi 1942, quando bateu um recorde mundial e dois recordes americanos. Ao todo, ele estabeleceu sete recordes mundiais em 1941 e 1942. Bill Smith foi também capitão dos guardas dos surfistas na praia de Waikiki, e mais tarde serviu como diretor de segurança na água, no departamento de parques e recreação em Honolulu.
Foi recordista mundial dos 200 metros livres entre 1944 e 1946, dos 400 metros livres entre 1941 e 1947, e dos 800 metros livres entre 1941 e 1949.